# Манчаку, Бледар
Бледар Манчаку (алб. Bledar Mançaku; род. 5 января 1982, Дуррес, Албания) — албанский футболист, завершивший игровую карьеру. Играл за албанские клубы «Теута», «Шкумбини» и «Беса» в Кавае. Входил в состав сборной Албании по футболу до 21 года и взрослой сборной в 2000—2003 годах.

## Клубная карьера
Клубную карьеру Бледар Манчаку начал в родном городе. В 1997 году он был принят в молодёжную команду местного клуба «Теута», в которой играл до 1999 года. Затем два сезона футболист выступал за молодёжную команду турецкого клуба «Генчлербирлиги», откуда в 2001 году перешёл во взрослую команду клуба «Теута», в составе которой футболист провёл шесть сезонов, участвовал в 165 матчах и забил 53 гола. С 2007 по 2010 год играл в албанском клубе «Беса» в Кавае.
9 июня 2010 года футболист присоединился к албанскому клубу «Шкумбини», подписав с ним двухлетний контракт. Переход игрока был официально оформлен днём позже. 5 января 2014 года его до конца сезона арендовал клуб «Беса» в Кавае. Следующий сезон, ставший последним в игровой карьере спортсмена, он провёл в составе албанского клуба «Адриатику» в Мамурраси, сыграл в 18 матчах и забил всего 2 гола.
После двух лет работы в качестве свободного агента Бледар Манчаку объявил о завершении игровой карьеры 9 сентября 2017 года.

## Международная карьера
На международной арене дебютировал в составе сборной Албании по футболу до 21 года в 2000 году. Впервые за Албанию по футболу выступил в товарищеском матче против сборной Мексики в марте 2002 года в Сан-Диего. Играл в 2 матчах за национальную сборную, не забив ни одного гола. Другим его международным матчем был товарищеский матч против Эстонии в ноябре 2003 года.